# Samuel Weishaupt
Samuel Weishaupt (* 24. März 1794 in Gais AR; † 12. Januar 1874 in Knoxville, Tennessee; heimatberechtigt in Gais) war ein Schweizer Pfarrer und Chorleiter aus dem Kanton Appenzell Ausserrhoden. Er war einer der Mitbegründer der Chorbewegung in der Schweiz.

## Leben
Samuel Weishaupt war ein Sohn von Samuel Weishaupt und Magdalena Sonderegger. Er heiratete Elisabeth Biedermann, Tochter von Johann Ulrich Biedermann. Im Jahr 1852 ging er eine zweite Ehe mit Emilie Heim, Tochter von Johann Heinrich Heim, ein. Weishaupt studierte von 1811 bis 1813 Theologie an der Universität Basel. Von 1814 bis 1828 arbeitete als Pfarrer in Wald und ab 1828 bis 1853 in Gais. Neben der Pfarrtätigkeit erteilte Weishaupt Privatunterricht und war Lehrer am Institut Krüsi in Gais. Während 22 Jahren war er Aktuar der Synode und von 1852 bis 1853 Dekan. Ab 1815 bis 1853 und von 1852 bis 1853 amtierte er als Eherichter. Von 1832 bis 1833 präsidierte er die Kommission für ein neues Kirchengesangbuch. Er war von 1833 bis 1853 Mitglied der Landesschulkommission und der Kantonsschulkommission sowie mehrmals kantonaler Schulinspektor.
Weishaupt gilt als Vater des Ausserrhoder Chorgesangs. Ab 1810 erteilte Weishaupt Kurse für Sänger und Gesangslehrer. Er verbreitete die Volksgesangslehren von Hans Georg Nägeli und Michael Traugott Pfeiffer in der Ostschweiz. 1819 gründete er anlässlich des Reformationsjubiläums einen gemischten Chor in Wald und initiierte im Winter 1823/24 die Gründung des landesweit ersten Kantonalgesangverbands, den er bis 1836 präsidierte und deren Dirigent er war. 1825 organisierte er mit diesem Verband das weltweit erste Sängerfest. Seine im Eigenverlag herausgegebenen Liedsammlungen waren weitherum beliebt.
Aus ökonomischen Gründen folgte er 1853 er einigen seiner Kinder, die bereits ausgewandert waren, in die Vereinigten Staaten. Nach einer missglückten Niederlassung in Fair Garden, wo 1864 eine Schlacht des Sezessionskriegs stattfand, siedelte Weishaupt nach Knoxville über und betreute dort bis zu seinem Tod die kleine reformierte Kirchgemeinde.